# Sunneva Einarsdóttir
Sunneva Einarsdóttir (født 3. januar 1990) er en islandsk håndboldspiller. Hun spiller på Islands håndboldlandshold, og deltog under VM 2011 i Brasilien.